# المزارع غايل من هام
«المزارع غايل من هام» هي حكاية رمزية هزلية تدور أحداثها في العصور الوسطى، كتبها جون رونالد تولكين عام 1937، ونشرت عام 1949. تصف الحكاية مواجهات اندلعت بين المزارع غايل والتنين الماكر الذي يطلق عليه اسم »كريسوفيلاكس«، وتصف كيفية تمكن غايل من الارتقاء من بداياته المتواضعة (كمزارع) حتى وصوله إلى منافسة ملك البلاد من خلال هذه المواجهات. تعتبر حكاية المزارع غايل مفارقة تاريخية مفعمة بالحيوية وخفة الظل، تجري أحداثها في فترة خيالية من العصور المظلمة في إحدى مناطق بريطانيا. تحوي الحكاية عددًا من المخلوقات الأسطورية، وفرسانًا من العصور الوسطى، وأسلحة نارية بدائية. ترتبط الحكاية -بشكل عرضي- مع أساطير الأرض الوسطى التي نسجها خيال المؤلف، والتي وضعها الكاتب -في الأساس- كمقالات تندرج تحت مسمى »الأساطير الإنجليزية«.
صورت الرسامة الإنجليزية بولين بايناس كتاب المزارع غايل من هام. ظهرت قصة المزارع غايل من هام مع عدد من الأعمال الأخرى التي ألفها تولكين بإصدارات شاملة، بما في ذلك كتاب »قارئ تولكين« و »حكايات من عالم محفوف بالمخاطر«. أهدى تولكين حكاية المزارع غايل من هام إلى الدون سيريل هاكيت ويلكينسون (من مواليد عام 1888 وتوفي عام 1960) الذي تعرف عليه تولكين في جامعة أوكسفورد.

## ملخص الحبكة
لا يعتبر »المزارع غايل« (أو باللاتينية Ægidius Ahenobarbus Julius Agricola de Hammo أو غايل يوليوس ذو اللحية الحمراء، مزارع هام) بطلًا، وإنما هو رجل سمين وصاحب لحية حمراء، يستمتع بحياة بطيئة ومريحة، ظهر في أرضه -في يوم من الأيام- كائن عملاق متعثر الخطى أطرش وقصير النظر، وتمكن غايل من إبعاده عن أرضه بعد إطلاقه لرصاصة خاطفة نحوه مستخدمًا بندقية بلاندرباس. هتف أهالي القرية بعد هذه الحادثة »أصبح الفلاح غايل بطلًا«. انتشر صيت البطل غايل في جميع أنحاء المملكة، وكافأه الملك بسيف يطلق عليه اسم »تيلبايتر »«أو كاوديمورداكس« باللغة اللاتينية، والذي اتضح فيما بعد أنه سلاح فعال في مواجهة التنانين.
ينقل الكائن العملاق، بعد عودته إلى المنزل، لأصدقائه كيف اختفى الفرسان من المملكة الوسطى، ولم يتبقَ فيها سوى الذباب اللاسع (الخردة المعدنية التي أطلقها عليه غايل من بندقية بلاندرباس)، الأمر الذي يجذب التنين »كريسوفيلاكس دايفز«، لاستطلاع المنطقة. ويتوقع جميع الجيران المذعورين أن البطل العرضي »المزارع غايل« سيتمكن من تولي أمر التنين والوقوف في وجهه.
تحكي القصة التقاليد العظيمة لذبح التنين. إذ يكون الفرسان -المرسلون من قبل الملك للقيام بمهمة متابعة التنين- رجالًا متأنقين عديمي الفائدة جل همهم هو تحقيق الصدارة والالتزام بقواعد الأتيكيت، بدلًا من الاهتمام بتعقب آثار أقدام التنين الضخمة التي تغطي رحاب المنطقة، وجل ما يعرفونه عن التنين هو »كعكعة ذيل التنين« التي يتناولونها في أحد الاحتفالات السنوية. أمّا غايل، فكان -على النقيض من ذلك- مدركًا للخطر المحدق، ومستاءً من فكرة إرساله لمواجهة العملاق برفقتهم. لكن، من الممكن أن يضطر المزارعون التعساء إلى التحول إلى أبطال، وتمكن غايل من استغلال ذكائه وفطنته -أحسن استغلال- للقيام بهذا التحول.
يقال بأن منطقة المملكة الوسطة التي تدور فيها أحداث القصة ترمز إلى مملكة مرسيا القديمة، وأن عالم غايل المنشق (المملكة الصغيرة) يمثل مقاطعة سري التي حكمتها عائلة فريثوولد.

## الفكاهة اللغوية
استغل تولكين كونه عالمًا في فقه اللغات ونشر في حكاية »المزارع غايل من هام« العديد من النكات اللغوية، بما في ذلك مجموعة متنوعة من الشروح المزيفة للكلمات بطريقة إبداعية. من المفترض أن تقع جميع الأماكن التي تجري فيها أحداث القصة بالقرب من مدينة أوكسفورد أو على طول نهر التايمز أو على طرفي الطريق إلى لندن. أصبح غايل في نهاية القصة سيدًا على بلدة ثيم وأصبح أيضًا كونتًا على قرية ورمينال (باكينجهامشير). من الممكن أن يكون اسم قرية »أوكلي« التي أحرقها التنين -في بداية القصة- عن بكرة أبيها مستمدًا من اسم بلدة أوكلي التابعة لمقاطعة باكينجهامشير الإنجليزية والتي تقع بالقرب من بلدة ثيم.